# 甘諾皮利 (博布里涅茨區)
47°51′16″N 31°53′16″E / 47.85444°N 31.88778°E
甘諾皮利（烏克蘭語：Ганнопіль），是烏克蘭中部的村莊，隸屬基洛夫格勒州的克羅皮夫尼茨基區。該村面積0.43平方公里，海拔高度110米，2001年人口87，人口密度每平方公里204.2人。